# 1994 DD
1994 DD är en asteroid i huvudbältet som upptäcktes den 17 februari 1994 av den japanska astronomen Satoru Otomo i Kiyosato.
Asteroiden har en diameter på ungefär 11 kilometer.